# Delta Muscae
Désignations
Delta Muscae (δ Mus, δ Muscae), souvent cataloguée HD 112985, est une étoile binaire et l'étoile la plus proche de la Terre visible à l'œil nu de la constellation australe de la Mouche, à une distance d'environ 27,8 parsecs (91 années-lumière). L'étoile principale est classée comme géante de couleur orange. C'est une des étoiles cataloguées par l'astronome Johann Bayer dans son ouvrage de 1603 Uranometria. De plus, c'est l'une des étoiles principales entrant dans la formation de la constellation de la Mouche.

## Distance et visibilité
Sur la base des mesures faites par l'Agence spatiale européenne pour le catalogue d'étoiles Hipparcos, Delta Muscae possède une parallaxe de 35,88 milliarcsecondes. Delta Muscae se situe donc à 27,8 parsecs de nous, soit 91 années-lumière.
Bien que Delta Muscae soit l'étoile visible à l'œil nu la plus proche de la Terre de la constellation de la Mouche, un peu moins de 3 800 étoiles sont plus proches de la Terre d'après le catalogue Gliese d'étoiles proches, qui comprend les étoiles situées à moins de 25 parsecs du Soleil.
Delta Muscae est une étoile de quatrième magnitude (précisément de magnitude apparente 3,62 dans le visible) et est observable à l'œil nu dans les zones sans pollution lumineuse dense.

## Caractéristiques stellaires
Delta Muscae est une binaire spectroscopique avec une période orbitale de 423,2 jours et avec une excentricité de 0,52. Sa composante visible, désignée Delta Muscae A, est de type spectral K2III. La partie « K2 » de cette désignation est le type spectral de l'étoile, indiquant ici que l'étoile est de couleur orange. Cela nous permet de savoir qu'elle rayonne à une température plus basse que notre Soleil, qui est une étoile G2 (jaune). La seconde partie de la classification est la classe de luminosité de l'étoile ; III signifie que Delta Muscae A est une étoile géante qui a déjà quitté la séquence principale, contrairement au Soleil. L'étoile est environ 1,2 fois plus massive que le Soleil.
Son compagnon, Delta Muscae B, est probablement une naine rouge qui fait 30 à 40 % la masse du Soleil.